# Veliki vinski veščec
Veliki vinski veščec (znanstveno ime Deilephila elpenor) je vrsta nočnih metuljev iz družine veščcev, ki je razširjena po Palearktiki.

## Opis
Zaradi svoje značilne olivne in rožnate obarvanosti je veliki vinski veščec ena najbolj lahko prepoznavnih vrst veščcev, kljub temu pa je možna zamenjava za podobnega malega vinskega veščca, ki pa je, kot pove že ime, mnogo manjši. Veliki vinski veščec ima rožnato obrobljena prednja krila, ki so v sredini obarvana olivno rjavo z belo piko na sredini krila. Zadnja krila so v sredini črno obarvana, rob pa je prav tako rožnate barve. Glava, oprsje in trup so prav tako olivno rjave barve z rožnatimi progami.
Veliki vinski veščec ima odličen nočni vid in lahko razloči barve celo v temi. Znanstveniki so barvni nočni vid na živalih med prvimi dokazali prav na velikem vinskem veščcu. Zaradi te svoje sposobnosti nočnega razločevanja barv, se veliki vinski veščec hrani z medičino na cvetovih, ki so odprti ponoči. Med hranjenjem lahko ta metulj lebdi na mestu, podobno kot dnevni velerilec. Gre za pomembnega opraševalca nočno cvetočih rastlin.
- Samec, hrbtna stran
- Samec, trebušna stran
- Samica, hrbtna stran
- Samica, trebušna stran

## Podvrste
V preteklosti sta bili priznani dve podvrsti velikega vinskega veščca; Deilephila elpenor elpenor in Deilephila elpenor lewisii, kar pa danes ni več splošno priznano. Podobno velja za nekdanjo podvrsto Deilephila elpenor szechuana, ki danes prav tako ni več splošno priznana kot podvrsta, temveč kot sinonim za podvrsto Deilephila elpenor elpenor. Tako je danes kot podvrsta priznana le še Deilephila elpenor macromera, ki je razširjena po delih južne Kitajske, severne Indije, Butana in Mjanmarja.
- Samec Deilephila elpenor macromera, hrbtna stran
- Samec Deilephila elpenor macromera, trebušna stran